# 斑鰭斑鮃
斑鰭斑鮃為輻鰭魚綱鰈形目鰈亞目牙鮃科的其中一種，分布於中西太平洋菲律賓、印尼及澳洲，棲息深度200-270公尺，體長可達22分，棲息在沙泥底質底層水域，以底棲性甲殼類等無脊椎動物為食，生活習性不明。